# Skilanglauf-Eastern-Europe-Cup 2022/23
Der Skilanglauf-Eastern-Europe-Cup 2022/23 war eine von der FIS organisierte Wettkampfserie, die zum Unterbau des Skilanglauf-Weltcups 2022/23 gehörte. Sie begann am 13. November 2022 und endete am 28. März 2023 in Schtschutschinsk. Es fanden insgesamt 11 Rennen an zwei Orten statt. Die Gesamtwertung der Männer gewann Denis Wolotka und bei den Frauen war Xenija Schalygina erfolgreich.

## Männer

### Resultate
| 1. Eastern-Europe-Cup in Schtschutschinsk, 13. bis 15. November 2022 | 1. Eastern-Europe-Cup in Schtschutschinsk, 13. bis 15. November 2022 | 1. Eastern-Europe-Cup in Schtschutschinsk, 13. bis 15. November 2022 | 1. Eastern-Europe-Cup in Schtschutschinsk, 13. bis 15. November 2022 | 1. Eastern-Europe-Cup in Schtschutschinsk, 13. bis 15. November 2022 |
| -------------------------------------------------------------------- | -------------------------------------------------------------------- | -------------------------------------------------------------------- | -------------------------------------------------------------------- | -------------------------------------------------------------------- |
| Datum                                                                | Disziplin                                                            | Erster Platz                                                         | Zweiter Platz                                                        | Dritter Platz                                                        |
| 13. November 2022                                                    | Sprint klassisch                                                     | Konstantin Borzow                                                    | Denis Wolotka                                                        | Olschas Klimin                                                       |
| 14. November 2022                                                    | 10 km klassisch                                                      | Witali Puchkalo                                                      | Nail Baschmakow                                                      | Swjatoslaw Matassow                                                  |
| 15. November 2022                                                    | 15 km Freistil                                                       | Witali Puchkalo                                                      | Nail Baschmakow                                                      | Wladislaw Kowaljow                                                   |

| 2. Eastern-Europe-Cup in Almaty, 21. bis 25. Dezember 2022 | 2. Eastern-Europe-Cup in Almaty, 21. bis 25. Dezember 2022 | 2. Eastern-Europe-Cup in Almaty, 21. bis 25. Dezember 2022 | 2. Eastern-Europe-Cup in Almaty, 21. bis 25. Dezember 2022 | 2. Eastern-Europe-Cup in Almaty, 21. bis 25. Dezember 2022 |
| ---------------------------------------------------------- | ---------------------------------------------------------- | ---------------------------------------------------------- | ---------------------------------------------------------- | ---------------------------------------------------------- |
| Datum                                                      | Disziplin                                                  | Erster Platz                                               | Zweiter Platz                                              | Dritter Platz                                              |
| 21. Dezember 2022                                          | Sprint Freistil                                            | Denis Wolotka                                              | Konstantin Borzow                                          | Wladislaw Kowaljow                                         |
| 22. Dezember 2022                                          | 10 km Freistil                                             | Nikita Gridin                                              | Wladislaw Kowaljow                                         | Jernur Bexultan                                            |
| 25. Dezember 2022                                          | 20 km klassisch Massenstart                                | Denis Wolotka                                              | Konstantin Borzow                                          | Wladislaw Kowaljow                                         |

| 3. Eastern-Europe-Cup in Schtschutschinsk, 21. bis 28. März 2023 | 3. Eastern-Europe-Cup in Schtschutschinsk, 21. bis 28. März 2023 | 3. Eastern-Europe-Cup in Schtschutschinsk, 21. bis 28. März 2023 | 3. Eastern-Europe-Cup in Schtschutschinsk, 21. bis 28. März 2023 | 3. Eastern-Europe-Cup in Schtschutschinsk, 21. bis 28. März 2023 |
| ---------------------------------------------------------------- | ---------------------------------------------------------------- | ---------------------------------------------------------------- | ---------------------------------------------------------------- | ---------------------------------------------------------------- |
| Datum                                                            | Disziplin                                                        | Erster Platz                                                     | Zweiter Platz                                                    | Dritter Platz                                                    |
| 21. März 2023                                                    | Teamsprint klassisch                                             | Kasachstan IKonstantin Borzow Swjatoslaw Matassow                | Kasachstan IIDidar Qassenow Jernar Nursbekow                     | Kasachstan IIIFjodor Karpow Olschas Klimin                       |
| 22. März 2023                                                    | 20 km Skiathlon                                                  | Witali Puchkalo                                                  | Wladislaw Kowaljow                                               | Fjodor Karpow                                                    |
| 24. März 2023                                                    | Sprint Freistil                                                  | Denis Wolotka                                                    | Konstantin Borzow                                                | Swjatoslaw Matassow                                              |
| 25. März 2023                                                    | 10 km klassisch                                                  | Konstantin Borzow                                                | Denis Wolotka                                                    | Witali Puchkalo                                                  |
| 28. März 2023                                                    | 50 km Freistil Massenstart                                       | Witali Puchkalo                                                  | Fjodor Karpow                                                    | Nail Baschmakow                                                  |

### Gesamtwertung Männer
| Endstand (Top 10) |                     |        |
| \| Rang \| Name \| Punkte \| \| ---- \| ------------------- \| ------ \| \| 1. \| Denis Wolotka \| 627 \| \| 2. \| Konstantin Borzow \| 572 \| \| 3. \| Witali Puchkalo \| 482 \| \| 3. \| Wladislaw Kowaljow \| 482 \| \| 5. \| Fjodor Karpow \| 391 \| \| 6. \| Nail Baschmakow \| 357 \| \| 7. \| Almas Karimow \| 279 \| \| 8. \| Swjatoslaw Matassow \| 232 \| \| 9. \| Nikita Gridin \| 230 \| \| 10. \| Iwan Ljuft \| 224 \| |                     |        |
| Rang | Name                | Punkte |
| 1. | Denis Wolotka       | 627    |
| 2. | Konstantin Borzow   | 572    |
| 3. | Witali Puchkalo     | 482    |
| 3. | Wladislaw Kowaljow  | 482    |
| 5. | Fjodor Karpow       | 391    |
| 6. | Nail Baschmakow     | 357    |
| 7. | Almas Karimow       | 279    |
| 8. | Swjatoslaw Matassow | 232    |
| 9. | Nikita Gridin       | 230    |
| 10. | Iwan Ljuft          | 224    |

## Frauen

### Resultate
| 1. Eastern-Europe-Cup in Schtschutschinsk, 13. bis 15. November 2022 | 1. Eastern-Europe-Cup in Schtschutschinsk, 13. bis 15. November 2022 | 1. Eastern-Europe-Cup in Schtschutschinsk, 13. bis 15. November 2022 | 1. Eastern-Europe-Cup in Schtschutschinsk, 13. bis 15. November 2022 | 1. Eastern-Europe-Cup in Schtschutschinsk, 13. bis 15. November 2022 |
| -------------------------------------------------------------------- | -------------------------------------------------------------------- | -------------------------------------------------------------------- | -------------------------------------------------------------------- | -------------------------------------------------------------------- |
| Datum                                                                | Disziplin                                                            | Erster Platz                                                         | Zweiter Platz                                                        | Dritter Platz                                                        |
| 13. November 2022                                                    | Sprint klassisch                                                     | Anna Melnik                                                          | Darja Rjaschko                                                       | Aischa Rakischewa                                                    |
| 14. November 2022                                                    | 10 km klassisch                                                      | Xenija Schalygina                                                    | Anna Melnik                                                          | Darja Rjaschko                                                       |
| 15. November 2022                                                    | 15 km Freistil                                                       | Xenija Schalygina                                                    | Nadeschda Stepaschkina                                               | Aischa Rakischewa                                                    |

| 2. Eastern-Europe-Cup in Almaty, 21. bis 25. Dezember 2022 | 2. Eastern-Europe-Cup in Almaty, 21. bis 25. Dezember 2022 | 2. Eastern-Europe-Cup in Almaty, 21. bis 25. Dezember 2022 | 2. Eastern-Europe-Cup in Almaty, 21. bis 25. Dezember 2022 | 2. Eastern-Europe-Cup in Almaty, 21. bis 25. Dezember 2022 |
| ---------------------------------------------------------- | ---------------------------------------------------------- | ---------------------------------------------------------- | ---------------------------------------------------------- | ---------------------------------------------------------- |
| Datum                                                      | Disziplin                                                  | Erster Platz                                               | Zweiter Platz                                              | Dritter Platz                                              |
| 21. Dezember 2022                                          | Sprint Freistil                                            | Nadeschda Stepaschkina                                     | Xenija Schalygina                                          | Aischa Rakischewa                                          |
| 22. Dezember 2022                                          | 10 km Freistil                                             | Xenija Schalygina                                          | Nadeschda Stepaschkina                                     | Laura Kinibajewa                                           |
| 25. Dezember 2022                                          | 20 km klassisch Massenstart                                | Xenija Schalygina                                          | Aischa Rakischewa                                          | Kamila Machmutowa                                          |

| 3. Eastern-Europe-Cup in Schtschutschinsk, 21. bis 28. März 2023 | 3. Eastern-Europe-Cup in Schtschutschinsk, 21. bis 28. März 2023 | 3. Eastern-Europe-Cup in Schtschutschinsk, 21. bis 28. März 2023 | 3. Eastern-Europe-Cup in Schtschutschinsk, 21. bis 28. März 2023 | 3. Eastern-Europe-Cup in Schtschutschinsk, 21. bis 28. März 2023 |
| ---------------------------------------------------------------- | ---------------------------------------------------------------- | ---------------------------------------------------------------- | ---------------------------------------------------------------- | ---------------------------------------------------------------- |
| Datum                                                            | Disziplin                                                        | Erster Platz                                                     | Zweiter Platz                                                    | Dritter Platz                                                    |
| 21. März 2023                                                    | Teamsprint klassisch                                             | Kasachstan IIIJelisaweta Tolmatschowa Darja Rjaschko             | Kasachstan IVTamara Ebel Walentina Ebel                          | Kasachstan IAnna Melnik Nadeschda Stepaschkina                   |
| 22. März 2023                                                    | 15 km Skiathlon                                                  | Xenija Schalygina                                                | Nadeschda Stepaschkina                                           | Aischa Rakischewa                                                |
| 24. März 2023                                                    | Sprint Freistil                                                  | Darja Rjaschko                                                   | Xenija Schalygina                                                | Nadeschda Stepaschkina                                           |
| 25. März 2023                                                    | 10 km klassisch                                                  | Xenija Schalygina                                                | Darja Rjaschko                                                   | Aischa Rakischewa                                                |
| 28. März 2023                                                    | 30 km Freistil Massenstart                                       | Natalja Makarowa                                                 | Nadeschda Stepaschkina                                           | Laura Kinibajewa                                                 |

### Gesamtwertung Frauen
| Endstand (Top 10) |                        |        |
| \| Rang \| Name \| Punkte \| \| ---- \| ---------------------- \| ------ \| \| 1. \| Xenija Schalygina \| 800 \| \| 2. \| Nadeschda Stepaschkina \| 680 \| \| 3. \| Aischa Rakischewa \| 462 \| \| 4. \| Anna Melnik \| 377 \| \| 5. \| Darja Rjaschko \| 370 \| \| 6. \| Walentina Ebel \| 342 \| \| 7. \| Kamila Machmutowa \| 339 \| \| 8. \| Tamara Ebel \| 293 \| \| 9. \| Laura Kinibajewa \| 266 \| \| 10. \| Wiktorija Kolesnikowa \| 232 \| |                        |        |
| Rang | Name                   | Punkte |
| 1. | Xenija Schalygina      | 800    |
| 2. | Nadeschda Stepaschkina | 680    |
| 3. | Aischa Rakischewa      | 462    |
| 4. | Anna Melnik            | 377    |
| 5. | Darja Rjaschko         | 370    |
| 6. | Walentina Ebel         | 342    |
| 7. | Kamila Machmutowa      | 339    |
| 8. | Tamara Ebel            | 293    |
| 9. | Laura Kinibajewa       | 266    |
| 10. | Wiktorija Kolesnikowa  | 232    |